# Проквестор
Проквестор (лат. proquaestor, pro quaestore)  посада промагістрату , або спеціальний термін для посади квестора, що існував в Республіканському Римі, і позначає особу, що заміщає того, що залишив свій пост або померлого квестора . Так само іменувався квестор, чия квестури була продовжена (лат. prorogare). У Імперському Римі дана посада не зафіксована.